# Laubhof (Hahnbach)
Laubhof (Hahnbach) ist eine Einöde und Gemeindeteil der Gemeinde Hahnbach im Landkreis Amberg-Sulzbach in der Oberpfalz in Bayern.

## Lage
Die Einöde Laubhof liegt 1,3 km südlich von Kötzersricht und ca. 4 km südlich von Hahnbach. Östlich des Ortes verläuft die Vils und die Staatsstraße 2120.

## Geschichte
Bei der Bildung der Jungen Pfalz 1505 kam es zwischen Ottheinrich und Philipp auf der einen und Kurfürst Friedrich II. auf der anderen Seite zu Streitigkeiten über den Grenzverlauf und der davon abhängigen Ausübung der niederen und hohen Gerichtsbarkeit bei Laubhof. Nach Unterlagen des Rentamtes Amberg von 1637 war Laubhof ein Teil der Gemeinde Kötzersricht und gehörte zum Landrichteramt Sulzbach, das Niedergericht wurde vom Magistrat der Stadt Sulzbach ausgeübt. Bei der Neubildung der Gemeinden und Patrimonialgerichte vom 1803 kam Laubhof zum Landgericht Amberg, und zwar als Gemeindeteil von Kötzersricht. Am 1. Januar 1972 wurde Laubhof mit Kötzersricht nach Hahnbach eingegliedert.
In Laubhof bestand vom 14. bis zum 17. Jahrhundert ein Eisenhammer, der vom Wasser der Vils betrieben wurde. Bereits im Salbuch der bayerischen Herzöge von 1326 wird der Hammer Laubhof im officium Amberg genannt.